# 阿万町
阿万町（あまちょう）は、兵庫県三原郡にあった町。現在の南あわじ市阿万各町にあたる。本項では町制前の名称である阿万村（あまむら）についても述べる。

## 地理
- 海洋：紀伊水道、福良湾
- 岬：押登岬
- 河川：塩屋川、本庄川

## 歴史
- 1889年（明治22年）4月1日 - 町村制の施行により、本庄村・阿万浦・阿万村の区域をもって阿万村が発足。
- 1934年（昭和9年）4月1日 - 阿万村が町制施行して阿万町となる。
- 1955年（昭和30年）4月7日 - 賀集村・北阿万村・灘村と合併して南淡町が発足。同日阿万町廃止。